# Шарло Акробата (гурт)
Шарло Акробата (сербський варіант імені Чарлі Чапліна) — югославський рок-гурт, який часто класифікують, як пізній панк-рок-гурт або ж як один з перших представників New-wave у Югославії. Попри своє коротке творче життя (1980—1981 роки), гурт вважається найвпливовішим колективом New wave у СФРЮ. Після розпаду колективу кожен з учасників зібрав власні колективи: Мілан Младенович заснував та очолив гурт «Катарина ІІ» (який потім став називатись Екатарина Велика), а Душан Коя — гурт «Дисциплина кичме»

## Історія
Своє коріння «Šarlo Akrobata» бере у колективі, який мав назву «Лимуново дрво» (Лимонове Дерево), сформованого в кінці 70-х Міланом Младеновичем (вокал і гітара) та Драгомиром «Gagi» Михайловичем (гітара) у Белграді. Інші учасники часто змінювали один одного, останній склад перед розпуском колективу складався з таких музикантів: гітарист Мікіца Степанович, бас-гітарист Макса та ударник Душан Деянович. Гурт проіснував два роки граючи хард-рок.
Наприкінці творчого життя колективу, до основи гурту, яка складалась з Мілана та Gagi, приєднались Душан Коїч та Іван Вдович на прізвисько «Vd». З приходом нових учасників звучання колективу почало змінюватись. Вони почали експериментувати з панком та ска. Коя також привів з собою свого друга Ненада Красаваца, який неофіційно став менеджером гурту.
У квітні 1980 року «Лимуново дрво» виступали перед словенським панк-гуртом Pankrti у белградському Студентському культурному центрі. На тому концерті вони зіграли багато нових пісень та декілька перероблених старих. Невдовзі після цього через постійні суперечки з Младеновичем, Gagi вирішив залишити гурт і три хлопці вирішили залишитися у такому складі, як тріо, та змінити свою назву на Šarlo Akrobata :
- Мілан Младенович — гітара, вокал
- Душан Коїч — бас-гітара, вокал
- Іван Вдович «Vd» — барабани, вокал

Свої перші студійні записи гурт зробив на студії «Druga Maca», яка належала Енко Лесичу. Було записано чотири пісні: «Она се буди»(Вона прокидається), «Око моје главе»(Навколо моєї голови), «Нико као ја» та «Мали човек»(Маленька людина) Всі чотири треки потрапили на альбом-компіляцію Paket aranžman на якому також був присутній матеріал від гуртів Идоли та Електрични оргазам. Ту збірку у 1980 році видав Југотон. Кожна з цих пісень добилась вимірного комерційного і критичного впливу, «Она се буди» та «Нико као ја» були поширені серед радіослухачів та публіки на концертах гурту. Також у кінці 1980 гурт виступав на молодіжному фестивалі у місті Суботиця, де за живе виконання пісні «Она се буди» отримав від журі спеціальний приз та посів друге місце.
Пізніше, їх запросили створили саундтрек до фільму Міші Радівоєвича «Дечко који обећава» (Перспективний хлопець). Горан Вейвода був запрошений узяти участь у запису, як гітарист. Коя написав музику, а вірші — Небойша Пакич, який також написав сценарій фільму. Також Коя та Вдович зіграли у цьому фільмі епізодичні ролі — як музиканти з ритм-секції гурту «ВИС Добри дечаци» (ВІА Гарні хлопці). До фільму було записано три пісні, які пізніше так і не було видано — «Слободан», «Балада о тврдим грудима» и «Депресија» Примітно, що головного персонажа цього фільму — хлопця-бунтівника — звали Слободан Милошевич. Це було за декілька років до того, як на сербській політичній арені з'явився та набрав силу відомий політик.
Навесні 1981, гурт грав на загребському бієнале, на якому також виступали легендарні британські колективи Gang of Four та Classix Nouveaux. Виступ Шарло відбувся 15 квітня 1981, перед сетом Gang of Four. Інший колектив, який грав на розігріві у той вечір це — Haustor.
У квітні 1981 вони записали свій єдиний повноформатний альбом «Бистрији или тупљи човек бива кад...», для лейбла PGP RTB, але музиканти були незадоволені результатами запису, і вирішили змінити лейбл на Југотон, який випустив його в липні того ж року. У записі альбому було багато запрошених музикантів: Горан Вейвода, Гагі Михайлович, Юрій Новоселич з гурту Film та Деян Костич з Grupa I. Попри те, що музика гурту, на той час, була своєрідною комбінацією між панком та «білим реггей», гурт звернувся до ще більших експериментів зі звуком. Тріо виробило свою систему: Младенович або Коя приносили свіжі та сирі ідеї, а Вдович їх змінював, надаючи їм форму. Мілан писав більш мелодичні та ліричні пісні, тоді коли Коя, надихнувшись манерою Хендрікса, писав речі з мінімумом лірики та з максимально агресивною музикою — такі треки можна впізнати на платівці та творчості колективу в цілому. На альбомі також вистачає сміливих експериментів з музичними стилями — деякі композиції альбому являють собою мікс з ска, панку та реггей, який ґрунтується на даб-ефектах. Назва альбому була взята з книжки Васи Пелагича «Народний вчитель» (Narodni učitelj). З тієї ж книжки була взята лірика до пісні «Pazite na decu I» (Бережіть дітей!). Той трек відрізняється серед інших, через те що Младенович грав на барабанах, Вдович грав на гітарі, Деян Костич грав на басу, Гагі Михайлович на піаніно, а Коя кричав та бив у литаври. Коли була записана інструментальна частина пісні, музиканти почали зачитувати уривки з книги Пелагича і різних статей з журналу Politikin Zabavnik. Продюсером альбому було зазначено Akpiđoto (на обкладинці альбому була помилка, тому було написано Aktiđoto), це комбінація з реальних імен та назв, Akrobata (гурту), «Пілі» (псевдонім Міле Мілетича), Джордже (Петровича) і Тоні (псевдонім Юрія, звукового інженера з Любляни, найкращого спеціаліста з даб-музики у СФРЮ, який працював над записом альбому).
Проте, професійні та приватні відносини в колективі були дуже напруженими протягом певного відрізка часу. Робота над записом платівки не змогла зберегти гурт від подальшого розпаду. У Івана Вдовича з'явилась ідея запросити у гурт Вейводу з його подругою (вони обоє були добрими знайомими Івана). Мілан дещо позитивно ставився до цієї ідеї, в основному через те, що Вейвода був одним з небагатьох володарів синтезатора Casio VL-2 в Белграді. Коя ж був рішуче проти цього, бо вважав що гурт здатен набагато більше у такому складі, як тріо.
Југотон випустив близько 10,000 копій альбому, але через невелику медійну підтримку та відсутність на платівці таких визнаних хітів, як «Она се буди» або «Нико као ја» — призвело до доволі скромних продажів альбому. Крім того, новий 7-дюймовий сингл «Бес» / «Преварен» (на який повинен був ввійти трек з нового альбому та бі-сайд з часів «Лимуново дрво»), записаний під час роботи над альбомом так і не був випущений Југотоном. За словами Душана Коя, на той час, через тертя і чвари між членами колективу — музиканти дуже неохоче давали концерти на підтримку альбому, тому не могло йти ніяких розмов про подальшу сумісну працю та нові релізи.
Восени 1981 вони отримали «Smeli cvet» — музичну нагороду від соціалістичної молоді Югославії. Потім вони поїхали на гастролі до Польщі. Після повернення додому і проведення прощального концерту у Любляні, у жовтні 1981 гурт тихо розпався.
У 2007 році Croatia Records випустив бокс-сет, який має назву «Paket Aranžman» (Пакет угод), який складається з трьох компакт-дисків: ремастерингове видання однойменної збірки; альбом «Бистрији или тупљи човек бива кад…» та однойменний альбом гурту Електрични оргазам. Соня Савич, сербська актриса і режисер, зробила свій перший документальний фільм Šarlo te gleda, який був присвячений белградській New Wave-сцені й здебільшого фокусується на кар'єрі Šarlo Akrobata.

## Дискографія

### Синґли
- «Мали човек» / «Она се буди» (Југотон, 1981)
- «Бес» / «Преварен» —  записаний, але невиданий у зв'язку з розпадом гурту

### Альбоми
- Бистрији или тупљи човек бива кад...  (Југотон, 1981)

### Збірники та компіляції
- Пакет аранжман  (Југотон, 1980) — разом з Електрични оргазам та Идоли
- Svi marš na ples! (Југотон, 1981)

## Виноски
1. ↑  Pronađoh tu retku esenciju, Popboks, May 9, 2008. Архів оригіналу за 5 лютого 2010. Процитовано 22 грудня 2009. [Архівовано 2010-02-05 у Wayback Machine.]
2. ↑  Akpiđoto je Šarlov drug, Popboks, December 29, 2006. Архів оригіналу за 4 листопада 2007. Процитовано 22 грудня 2009. [Архівовано 2007-11-04 у Wayback Machine.]